# Jebusaea hammerschmidtii
Jebusaea hammerschmidtii is een keversoort uit de familie van de boktorren (Cerambycidae). De wetenschappelijke naam van de soort werd in 1878 gepubliceerd door Louis Jérôme Reiche.